# Radio Maks
Radio MAKS – stacja radiowa w południowej Polsce działająca od 8 września 1994 do 5 lutego 2007, nadające na częstotliwościach 
98,1 MHz (Tarnów) oraz 106,8 MHz (Bochnia). Redakcja i studio mieściły się przy ul. Nowy Świat 3 w Tarnowie. 

## Historia
Radio zostało uruchomione 8 września 1994 roku. Plany zakładały, że tego dnia odbędą się jedynie testy dosyłu sygnału ze studia, do nadajnika na Górze św. Marcina. Okazało się jednak, że stacja była gotowa do nadawania regularnego programu. Koncesję na nadawanie, Krajowa Rada Radiofonii i Telewizji wydała trzy miesiące po tym wydarzeniu - 2 grudnia 1994. Początkowo radio nadawało jedynie na częstotliwości 66,17 MHz. Wkrótce po starcie uruchomiony został również nadajnik pracujący w górnym zakresie UKF - na 98,1 MHz. Sześć lat później - w grudniu 2000 roku - uruchomiony został kolejny nadajnik. Od tego czasu program był dostępny również dla mieszkańców Bochni i okolic na częstotliwości 106,8 MHz.
Na antenie prócz muzyki i programów autorskich, dominowała tematyka lokalna. Serwisy regionalne emitowane były od poniedziałku, do piątku, co godzinę, od 7:30 do 16:30, a także w soboty od 10:30 do 13:30, oraz niedziele od 8:30 do 10:30. Ponadto w tygodniu o 14:30 na antenie pojawiał się 15-minutowy magazyn reporterów "Przed Trzecią", podsumowujący wydarzenia dnia w regionie. Dziennikarze stacji przygotowywali także lokalne informacje sportowe, czy komunikaty dla kierowców. Radio obejmowało patronat nad większością wydarzeń kulturalnych, czy sportowych w regionie. Wielkim zainteresowaniem cieszyły się transmisje "na żywo" z poczynań żużlowców, oraz koszykarzy tarnowskiej Unii, które radio przeprowadzało. 
Na przełomie lipca i sierpnia 2006, decyzją zarządu, pakiet mniejszościowy (49%) udziałów w stacji został sprzedany warszawskiej sieci Radio Eska, czego efektem była dokonana dopiero 5 lutego 2007 zmiana formatu muzycznego oraz nazwy na Radio Eska Tarnów. Od tej pory na częstotliwościach MAKS-a emitowany jest ogólnopolski program Eski, nadawany z Warszawy, wzbogacony podawanymi co godzinę, ze studia w Tarnowie informacjami lokalnymi. Po zmianie profilu radia, pracę straciło także większość dziennikarzy Radia MAKS. 

## Nazwa
Nazwa MAKS pochodzi od słów: Muzyka, Aktualności, Kultura, Sport, stanowiących tematykę rozgłośni. Radio słynęło z bardzo szerokiej palety muzycznej, oferowanej swoim słuchaczom. W audycjach prezentowana była muzyka  rockowa („Blues & Rock”), poetycka („Piosenkarze i Poeci”), reggae („Godzina z Reggae”), jazz („Jest Jazz”), a nawet muzyka poważna.

## Ramówka z 2006 roku
Stacja początkowo emitowała programy prowadzone przez prezenterów praktycznie przez całą dobę. Po roku 2002 zmniejszono do minimum regularny program z prezenterami i informacjami, który nadawany był tylko do 20.00, a weekendy do 14.00.
Resztę czasu antenowego wypełniała muzyka.
Poniedziałek – piątek
- 6.00 - 10.00 - Przebojem zdobywamy Dzień
- 10.00 - 14.00 - MAKS Cafe
- 14.00 - 17.00 - Miasto, Region, Ludzie
- 17.00 - 18.00 - Granie na żądanie
- 18.00 - 20.00 - Prze-Lista

Sobota
- 7.00 - 10.00 - Weekendowy Poranek
- 10.00 - 14.00 - Wieża Hitów
- 14.00 - 19.00 - Więcej grania bez słów plątania
- 19.00 - 23.00 - MAKS Party

Niedziela
- 7.00 - 10.00 - Weekendowy Poranek
- 10.00 - 14.00 - Niedzielny Koktajl
- 14.00 - 16.00 - Kino-MAKS